# Artemʹev (cráter)
Artemʹev es un cráter de impacto lunar que se encuentra en la cara oculta de la Luna. El cráter Tsander se encuentra al suroeste de Artemʹev. Hacia el sureste se encuentra el enorme cráter Hertzprung.

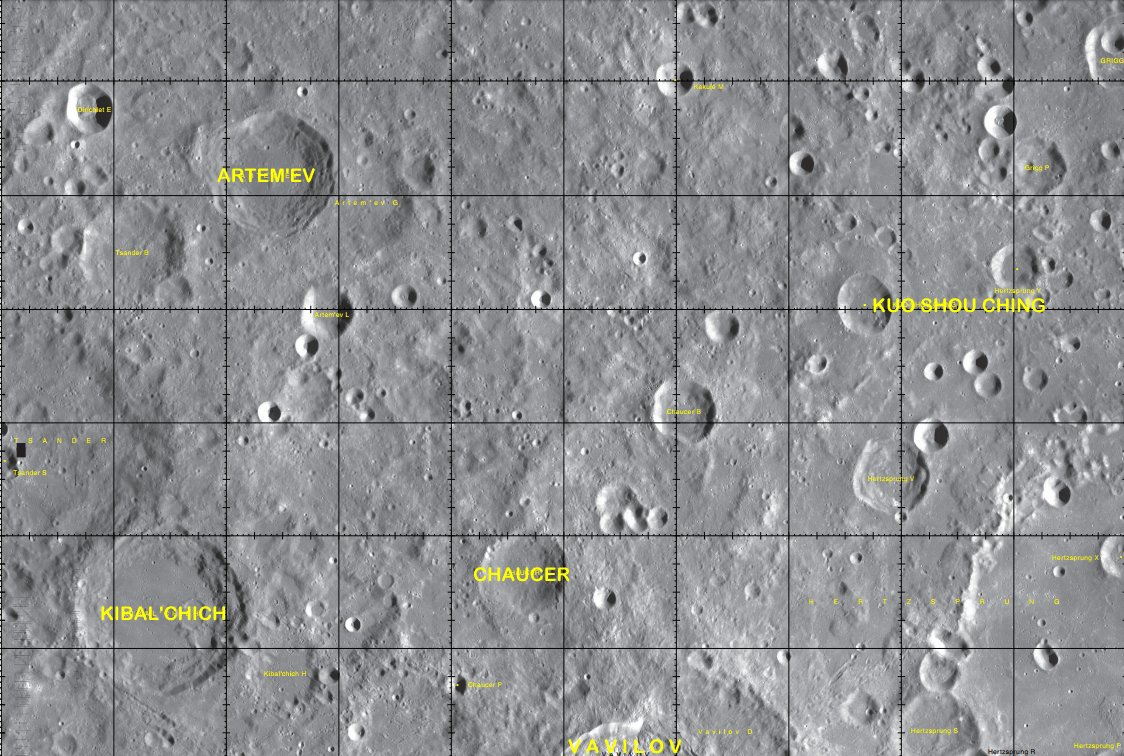
Entorno de Artemʹev (cuadrante superior izquierdo de la imagen)

El borde de este cráter ha sido modificado por impactos posteriores en la zona, con una protuberancia hacia el interior a lo largo del borde suroeste y un impacto desgastado atravesando el borde norte. El cráter satélite Artem'ev G está cubierto en parte por el borde sureste de Artemʹev. El interior del cráter es relativamente plano y marcado únicamente por pequeños cráteres.

## Cráteres satélite

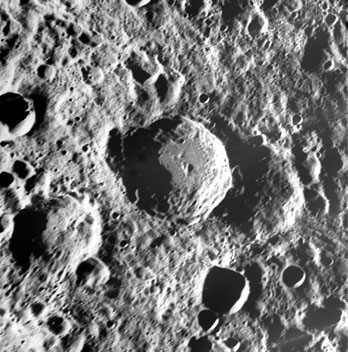
Imagen tomada de la misión Apolo

Por convención estos elementos son identificados en los mapas lunares poniendo la letra en el lado del punto medio del cráter que está más cerca de Artemʹev.
|          | \| Artemʹev \| Coordenadas \| Diámetro \| \| -------- \| ------------------------------- \| -------- \| \| G \| 10°18′N 142°48′O / 10.3, -142.8 \| 60 km \| \| L \| 7°58′N 144°12′O / 7.96, -144.20 \| 28 km \| |          |
| Artemʹev | Coordenadas | Diámetro |
| G        | 10°18′N 142°48′O / 10.3, -142.8 | 60 km    |
| L        | 7°58′N 144°12′O / 7.96, -144.20 | 28 km    |